# Uedemerbruch
Uedemerbruch ist ein Ortsteil der Gemeinde Uedem im Kreis Kleve in Nordrhein-Westfalen. Bis 1969 war Uedemerbruch eine eigenständige Gemeinde.

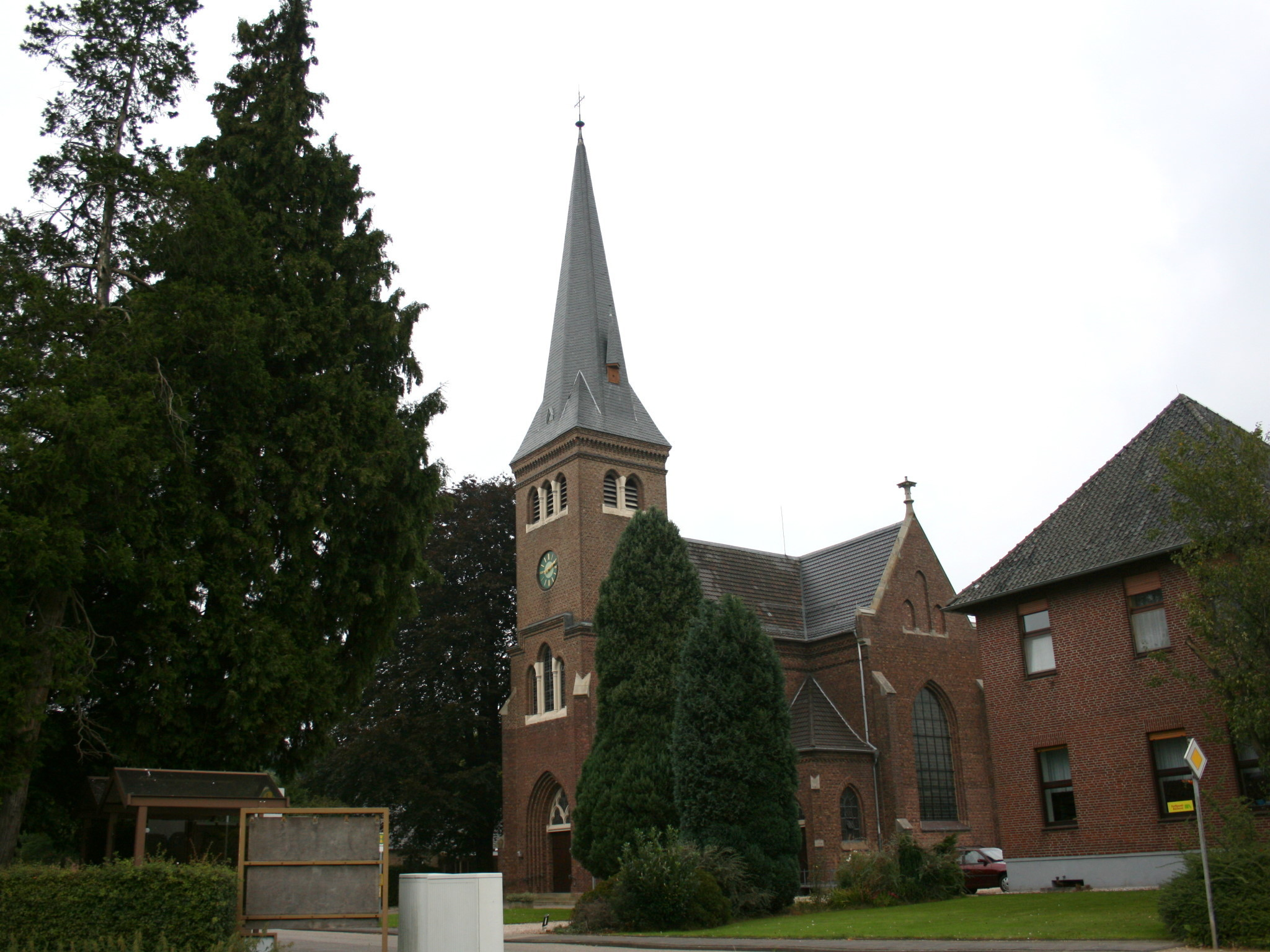
Zur Heiligen Familie

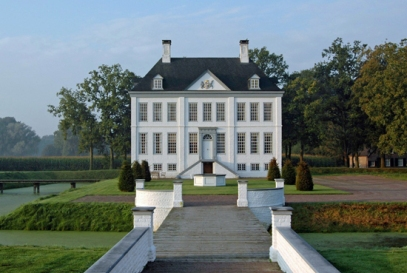
Haus Kolk

## Geographie
Uedemerbruch erstreckt sich entlang des östlichen Fußes des Uedemer Hochwaldes und ist eine Hufensiedlung in einem Gebiet, das im 13. Jahrhundert von holländischen Siedlern trockengelegt wurde. Die natürliche Westgrenze von Uedemerbruch ist der alte Entwässerungsgraben Grenzley. Rund um den ehemaligen Eisenbahnhaltepunkt Uedemerbruch hat sich im 20. Jahrhundert ein kleiner Dorfkern gebildet. Westlich der Kirche und südlich des Bahndamms liegt ein kleines Neubaugebiet der 1970er bzw. 1980er Jahre.

## Geschichte
Graf Dietrich von Kleve vergab 1295 das Uedemerbruch gegen Erbpacht und ließ es von holländischen Spezialisten trockenlegen und kultivieren. In diesem Jahr erhielt die Siedlung auch ein eigenes Schöffengericht. Zur Bruchkolonie gehörten 1319 etwa 44 Hufe, die auf 76 Besitzer verteilt waren. Bei der Stadterhebung von Uedem 1359 behielt die Bruchkolonie ihre durch Privilegien abgesicherte rechtliche Sonderstellung.
Seit dem 19. Jahrhundert bildete Uedemerbruch eine Landgemeinde in der Bürgermeisterei Keppeln (seit 1945 Amt Uedem) im Kreis Kleve im Regierungsbezirk Düsseldorf. Von 1884 bis 1945 bestand ein Eisenbahnhaltepunkt Uedemerbruch an der ehemaligen Eisenbahnstrecke Goch–Xanten. Am Ende des Zweiten Weltkrieges fanden im Rahmen der Operation Blockbuster in Uedemerbruch heftige Kämpfe statt. Kanadische Streitkräfte konnten erst nach zwei Wochen schwerer Kämpfe die Schneise zwischen dem Uedemer Hochwald und dem Tüschenwald in Richtung Xanten durchqueren.
Am 1. Juli 1969 wurde Uedemerbruch durch das Gesetz zur Neugliederung des Landkreises Kleve in die Gemeinde Uedem eingegliedert.

## Einwohnerentwicklung
| Jahr | Einwohner | Quelle |
| ---- | --------- | ------ |
| 1832 | 720       | [ 4 ]  |
| 1871 | 612       | [ 5 ]  |
| 1885 | 660       | [ 6 ]  |
| 1910 | 651       | [ 7 ]  |
| 1925 | 653       | [ 8 ]  |
| 1939 | 600       | [ 9 ]  |
| 2018 | 568       | [ 1 ]  |

## Baudenkmal
Das Herrenhaus Haus Kolk, die Katholische Pfarrkirche zur Heiligen Familie,
das Wohnhaus Dorf 21, das Wohn-Stallhaus Holländische Straße 28, die Scheune Marienbaumer Straße 30, das Hallenhaus Gellinger Straße 7 sowie das Gefallenendenkmal stehen unter Denkmalschutz.

## Kultur
Ein Träger des örtlichen Brauchtums ist die St. Hubertus-Schützenbruderschaft Uedemerbruch.

## Sport
Der örtliche Sportverein ist die DJK BV Labbeck/Uedemerbruch 1946.